# Lissonota inconstans
Lissonota inconstans là một loài tò vò trong họ Ichneumonidae.